# Golzow (powiat Märkisch-Oderland)
Golzow – gmina w kraju związkowym Brandenburgia, w powiecie Märkisch-Oderland, siedziba urzędu Golzow.
Na mapie topograficznej wydanej w 1947 roku przez Wojskowy Instytut Geograficzny Sztabu Generalnego Wojska Polskiego odnotowano wariantową nazwę w języku polskim w brzmieniu Golczów.

## Demografia
Wykres zmian populacji Golzow w granicach z 2013 r. od 1875 r.:

## Galeria

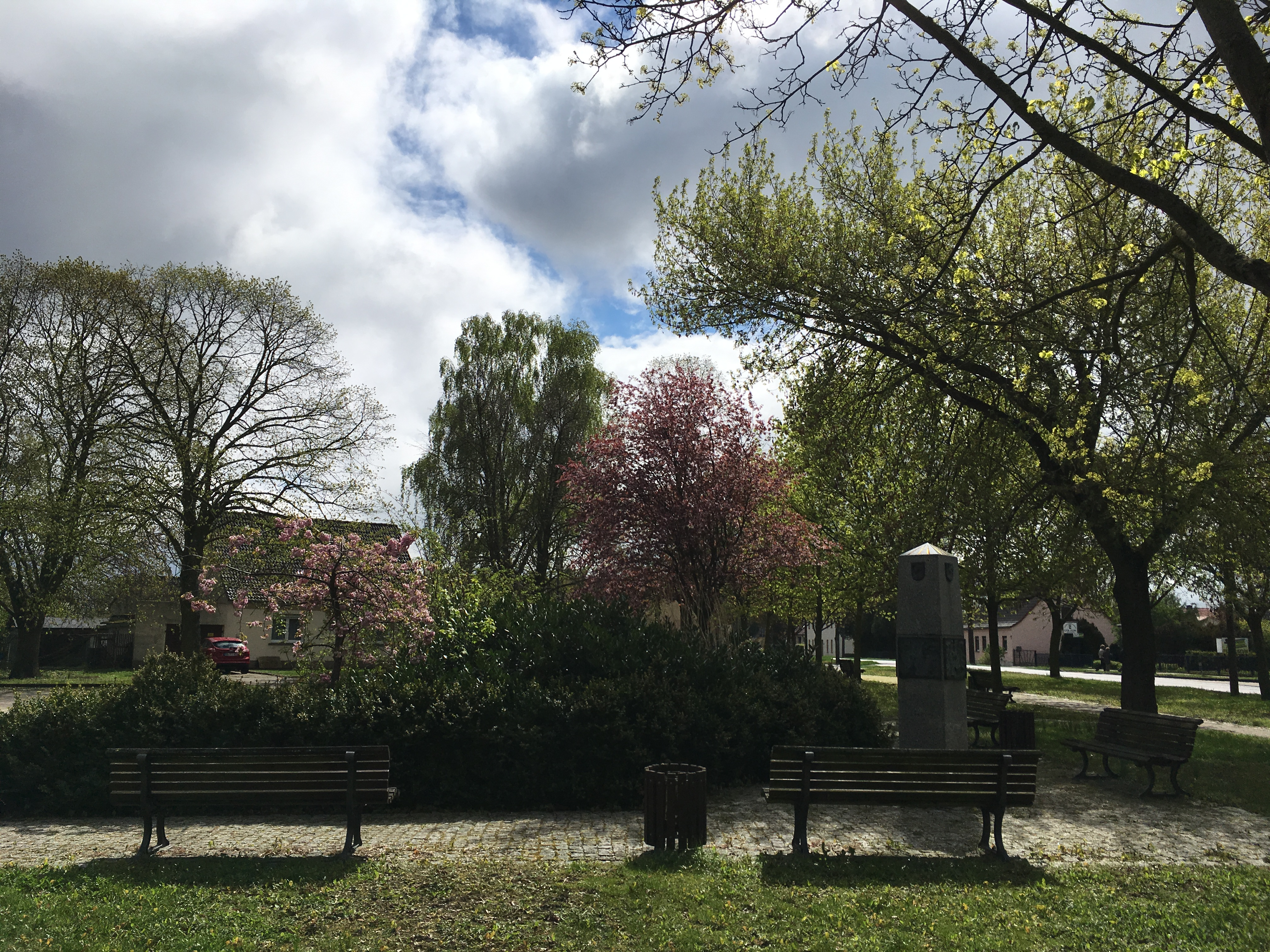
Centrum wsi
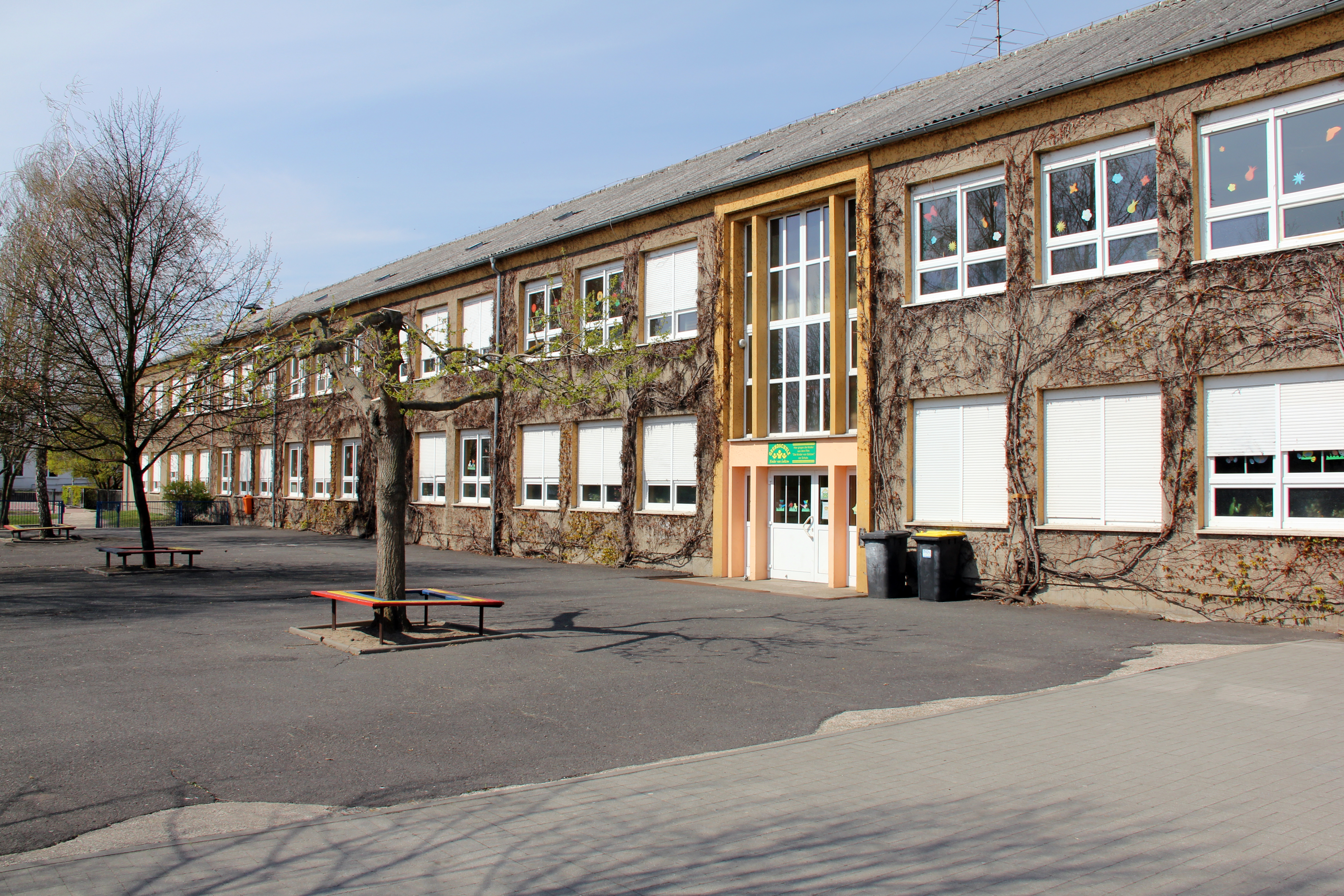
Szkoła
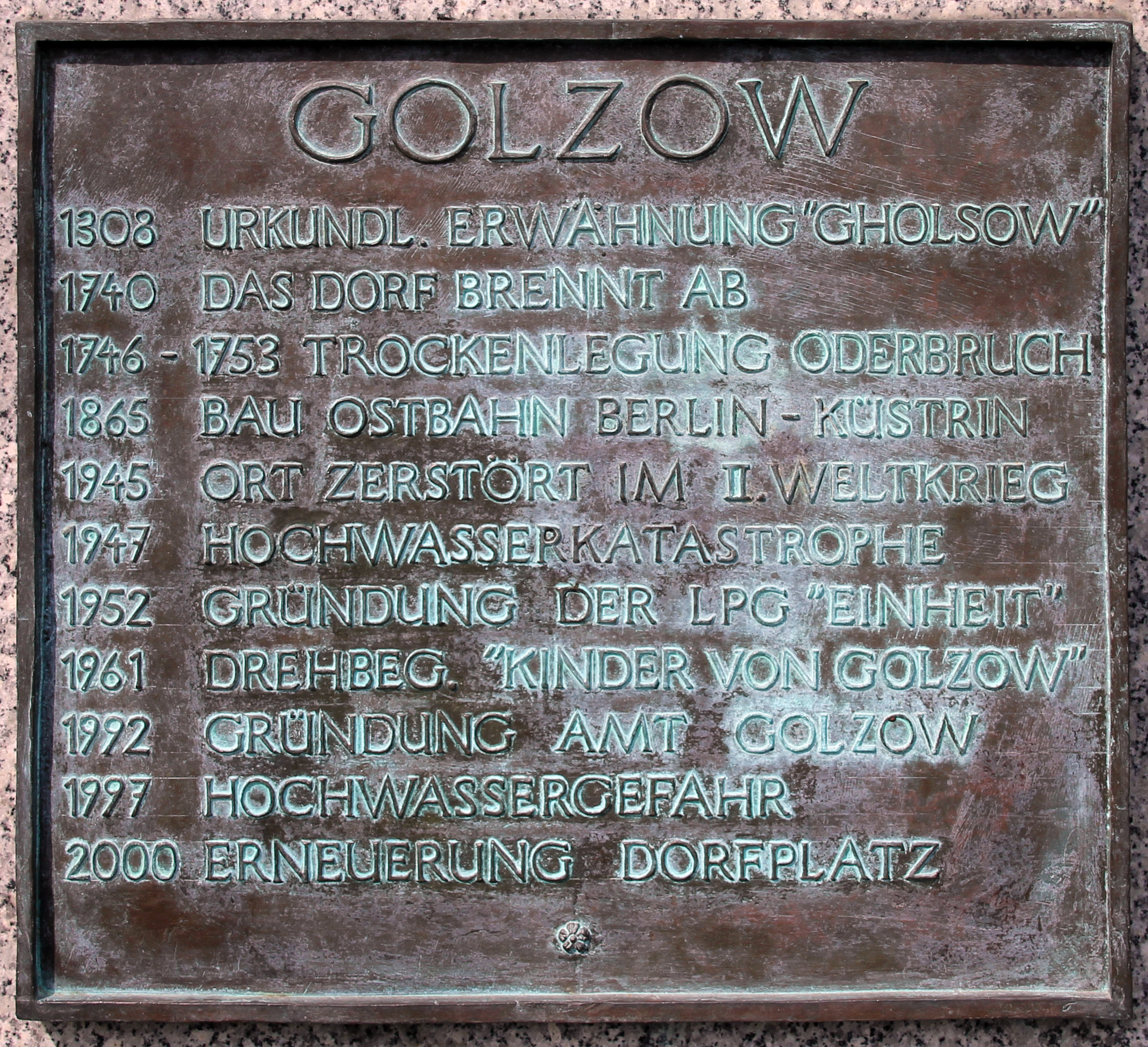
Tablica pamiątkowa